# Christian Bonde
Christian Skovbjerg Bonde (født 21. december 1991) er en dansk radio- og tv-vært. Han har været ansat hos DR siden 2017, hvor han først var vært på radioprogrammet LOL.dk, og fra 2018-2023 var vært på P3's radioprogram og podcast Curlingklubben. Han har desuden medvirket i flere DR-programmer for Curlingklubben sammen med sin medvært Maria Fantino.
Bonde driver i samarbejde med Maria Fantino podcasten Fantino og Bonde som havde premiere i oktober 2023. 
Han kommer fra Tebstrup i Østjylland og har studeret på DMJX i Aarhus.

## Karriere
Bonde blev i 2017 vært på P3's radioprogram LOL.dk som startede som et sommerferieafløser-program, men fik sit eget faste segment efter sommeren. I efteråret 2017 blev Bonde taget med i overvejelserne, da DR skulle lave et nyt eftermiddagsradiosegment, som senere skulle blive til radioprogrammet Curlingklubben. DRs ledelse og mediechef ønskede at "...det nye program skulle have en kvindelig vært...", da de fleste radioprogrammer på DR på tidspunktet kun havde mandlige værter, og Bonde blev derfor sat sammen med Maria Fantino til castingen og begge blev tilbudt værtsrollerne i december 2017.
Sammen med programmets daværende producerende redaktør, Søren McGuire, begyndte Bonde og Fantino at idé- og konceptudvikle programmet og dets format og Curlingklubben gik live på DR P3 for første gang den 15. januar 2018 kl. 14. Programmet viste sig at blive en stor succes, og vandt i perioden 2019-2022 flere priser, inklusiv fire på hinanden følgende priser som "Årets lyd" ved Zulu Awards. Programmet overgik i januar 2023 til udelukkende at blive sendt som podcast, som blev sendt to gange ugentligt.
Sideløbende med Curlingklubben som radioprogram, medvirkede Bonde også i flere tv-programmer for Curlingklubben sammen med sin medvært, Maria Fantino, såsom Curlingklubben begynder til, Fantino og Bonde på Dansktoppen, Curlingklubben på Færøerne og Curlingklubben på sabbatårsrejse. Bonde og Fantino medvirkede ligeledes i DRs lørdagsunderholdningsprogram, Fantino mod Bonde.
I maj 2023 sendte de for første gang deres lørdagsunderholdningsprogram Fantino mod Bonde.
I september 2023 annoncerede Bonde og Fantino deres nye podcast Fantino og Bonde, som fik premiere den 6. oktober 2023. Podcasten ville udgives ugentligt, hver fredag.
I februar 2025 annoncerede DR, at Bonde skulle være vært på det nye datingprogram Kærlighed i førersædet. Programmet havde premiere 8. august 2025.

## Privat
Bonde blev i maj 2021 gift med Sofie Skovbjerg og de bor i dag på Amager.